# 北村昌美
北村 昌美（きたむら まさみ、1926年7月30日 - 2012年8月13日）は、日本の林学者、山形大学名誉教授。

## 来歴
兵庫県生まれ。京都大学農学部林学科卒業。1964年「一致高和による林分材積の推定に関する理論的研究」で京大農学博士。山形大学農学部助教授、教授、ドイツ・フライブルク大学客員教授。1989年定年退官、名誉教授。鶴岡致道大学学長、山形県鶴岡市名誉市民。

## 栄典
- 2004年11月3日 - 瑞宝中綬章
- 2012年8月13日 - 正四位

## 著書
- 『欧米各国における森林作業法の最近の動向』編著 日本林業技術協会 1978
- 『森林と文化 シュヴァルツヴァルトの四季』東洋経済新報社 1981
- 『森を知ろう、森を楽しもう 森林彩時記』1994小学館ライブラリー
- 『森林と日本人 森の心に迫る』小学館 1995
- 『ブナの森と生きる』1998 PHP新書
- 『森よよみがえれ 文化森林学への道』日本森林技術協会 2008

## 参考資料
- 『森を知ろう、森を楽しもう』著者紹介
- 丹波新聞:
- 『官報』2004年11月04日 号外 241 叙位・叙勲
- 『官報』2012年09月14日 本紙 5886 叙位・叙勲